# Libor Grubhoffer
Libor Grubhoffer (* 30. dubna 1957 Polička) je český biochemik, parazitolog a molekulární biolog a vysokoškolský pedagog, v letech 2012 až 2016 rektor Jihočeské univerzity v Českých Budějovicích, od roku 2017 ředitel Biologického centra Akademie věd České republiky. Ve své vědecké práci se zabývá klíšťaty a jimi přenášenými původci infekčních onemocnění, a dále virologií a molekulární biologií vektorů a patogenů.
V roce 2015 se stal členem Učené společnosti ČR a pro období 2022–2024 jejím předsedou, když z pozice místopředsedy v čele nahradil Pavla Jungwirtha.

## Život
Libor Grubhoffer se narodil roku 1957 v Poličce ve východních Čechách v období Československé republiky. Vyrůstal v Oldřiši nedaleko Poličky, kde jeho rodiče provozovali hostinec Na Bělidle. V letech 1972–1976 studoval na gymnáziu v Poličce. Na gymnáziu vykonával funkci předsedy školní organizace Socialistického svazu mládeže.
Po maturitě studoval biochemii na Přírodovědecké fakultě Univerzity Karlovy v Praze, promoval v roce 1981. Následně měl v plánu pokračovat na doktorském studiu, nedostal však doporučení od univerzitních svazáků. Místo doktorského studia tedy v letech 1981–1982 absolvoval základní vojenskou službu. Během té sloužil u tankového praporu v Jihlavě. Poté pracoval ve Výzkumném ústavu organických syntéz v Rybitví nedaleko Pardubic. V roce 1983 do Ústavu sér a očkovacích látek v Praze, zde byl jeho vedoucím virolog a imunolog, autor mnoha vakcín, docent Dimitrij Slonim. V roce 1986 Grubhoffer přesídlil do Českých Budějovic do Parazitologického ústavu Československé akademie věd, ve kterém pracuje dosud.
V listopadu a prosinci 1989 probíhala v Československu sametová revoluce, která vedla k pádu komunistického režimu a ke vzniku demokratického zřízení. Během sametové revoluce se Grubhoffer aktivně zapojil do demokratizace Československé akademie věd. Na začátku 90. let stál u zrodu Biologické fakulty Jihočeské univerzity. Současně, v letech 1994 až 2002 vykonával na Parazitologickém ústavu (v té době již jako Parazitologický ústav AV ČR) funkci ředitele. V roce 2001 byl na Fakultě jmenován profesorem (ve zkratce prof.) v oboru „molekulární a buněčná biologie a genetika“, v letech 2004–2011 pak byl jejím děkanem. 1. srpna 2007, tedy během jeho funkčního období, došlo k transformaci Biologické fakulty na Přírodovědeckou fakultu. V roce 2012 se stal rektorem Jihočeské univerzity v Českých Budějovicích.
V prosinci 2015 se zúčastnil prvního termínu volby rektora Jihočeské univerzity v Českých Budějovicích na období let 2016 až 2020. Ve všech třech kolech volby sice získal více hlasů oproti soupeři Miloslavu Šochovi (děkanovi Zemědělské fakulty), nikdo ale zvolen nebyl. Později se rozhodl přihlásit i do druhého termínu volby, který proběhl v lednu 2016. Ani v tomto kole však nebyl nikdo zvolen, a proto proběhlo v únoru 2016 kolo třetí, ale opět neúspěšné. Po třech neúspěšných pokusech obhajobu svého postu vzdal, jeho nástupcem byl ve čtvrté volbě zvolen teolog Tomáš Machula. Mandát rektora mu vypršel na konci března 2016.
V roce 2015 byl zvolen řádným členem Učené společnosti ČR. V roce 2016 obdržel čestný doktorát (ve zkratce dr. h. c.) Arizonské univerzity v Tucsonu ve Spojených státech. Je vedoucím Laboratoře molekulární ekologie vektorů a patogenů Parazitologického ústavu Biologického centra AV ČR. 26. června 2017 se navíc stal ředitelem celého Biologického centra AV ČR, do funkce ho jmenovala předsedkyně Akademie věd ČR Eva Zažímalová. Na postu tak vystřídal Miloslava Šimka, který byl ředitelem Biologického centra od roku 2012.
V roce 2019 nahrál příspěvek pro projekt Paměť národa, sbírku pamětníků důležitých historických momentů 20. století.
Je podruhé ženatý, má tři děti.

### Pandemie covidu-19
V roce 2020 vypukla na světě pandemie covidu-19. První tři oficiálně potvrzené případy se v Česku objevil v neděli 1. března. Během pandemie se Libor Grubhoffer opakovaně vyjadřoval v médiích k viru, k protiepidemickým opatřením a k očkování.

## Ocenění
- Laureát výroční přednášky „LeConte Lecture Award“, Georgia Southern University, Georgie, USA, 2009
- Laureát výroční přednášky k poctě Josefa Ludvíka Fischera, Univerzita Palackého v Olomouci, 2015
- Pamětní medaile Univerzity Palackého v Olomouci, 2015